# Leipziger Studien zur classischen Philologie

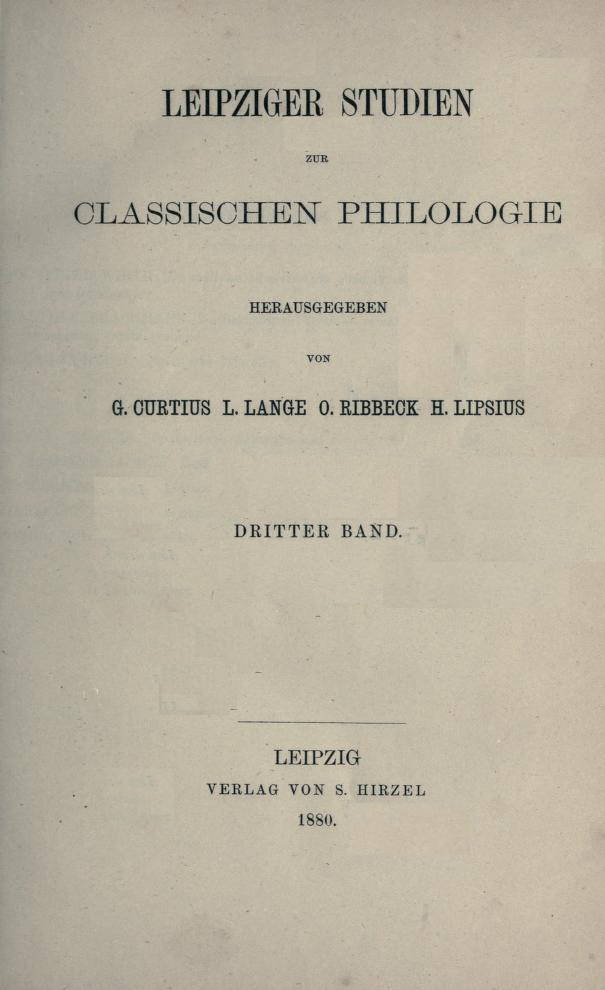

Die Leipziger Studien zur classischen Philologie waren eine wissenschaftliche Zeitschrift, die vom Leipziger Professor für Klassische Philologie Georg Curtius (1820–1885) seit 1878 herausgegeben wurde. Sie wurde vom Leipziger Verlag S. Hirzel verlegt; bis zum Einstellen 1902 erschienen zwanzig Bände. Mitherausgeber waren Ludwig Lange, Otto Ribbeck, Justus Hermann Lipsius, Kurt Wachsmuth und Friedrich Marx.
Das Vorgängerwerk der Zeitschrift waren die Studien zur griechischen und lateinischen Grammatik, die Curtius von 1868 bis 1878 herausgegeben hatte.